# جلان ماكفيرسن
جلان ماكفيرسن (بالإنجليزية: Glen MacPherson)‏ (و. 1957  م) هو مصور سينمائي كندي، ولد في مونتريال.

## وصلات خارجية
- جلان ماكفيرسن على موقع IMDb (الإنجليزية)
- جلان ماكفيرسن على موقع ألو سيني (الفرنسية)
- جلان ماكفيرسن على موقع تيرنر كلاسيك موفيز (الإنجليزية)
- جلان ماكفيرسن على موقع أول موفي (الإنجليزية)
- جلان ماكفيرسن على موقع قاعدة بيانات الأفلام السويدية (السويدية)
- جلان ماكفيرسن على موقع قاعدة بيانات الفيلم (الإنجليزية)
- جلان ماكفيرسن على موقع كينوبويسك (الروسية)